# Arruazu
Arruazu és un municipi de Navarra, a la comarca de Sakana, dins la merindad de Pamplona.

## Topònim
Mikel Belasko en el seu llibre Diccionari etimològic dels noms dels. pobles, viles i ciutats de Navarra. Cognoms navarresos considera que el topònim Arruazu procedeix de la paraula basca arru(g)a i el sufix abundancial -zu. La paraula arruga deriva de la paraula romànica rua i significa plaça o mercat. Arruazu significaria per tant lloc de mercats.

## Demografia
| Evolució demogràfica                               | Evolució demogràfica | Evolució demogràfica | Evolució demogràfica | Evolució demogràfica | Evolució demogràfica | Evolució demogràfica | Evolució demogràfica | Evolució demogràfica | Evolució demogràfica | Evolució demogràfica |
| 1996                                               | 1998                 | 1999                 | 2000                 | 2001                 | 2002                 | 2003                 | 2004                 | 2005                 | 2006                 | 2007                 |
| -------------------------------------------------- | -------------------- | -------------------- | -------------------- | -------------------- | -------------------- | -------------------- | -------------------- | -------------------- | -------------------- | -------------------- |
| 110                                                | 104                  | 101                  | 100                  | 104                  | 103                  | 106                  | 104                  | 106                  | 107                  | 104                  |
| Fonts: Arruazu i Institut d'Estadística de Navarra |                      |                      |                      |                      |                      |                      |                      |                      |                      |                      |

## Personatges
- Jose Mari Satrustegi (1930-2003), escriptor en basc